# 千千速比賣命
千千速比賣命（ちちはやひめのみこと，生卒年不詳）乃孝靈天皇與春日千千速真若媛所生之皇女，其生平事蹟不詳，但《古事記》曾提及其名。異母之兄弟為孝元天皇、倭迹迹日百襲媛命。

## 內部連結
- 孝靈天皇